# Bataille de l'hôpital de Nicosie
Insurrection de Chypre
La bataille de l'hôpital de Nicosie est un engagement militaire survenu pendant l'insurrection de Chypre le 31 août 1956.

## Bataille
L'EOKA a planifié un raid pour sauver Polycarpos Giorkatzis (en), un prisonnier de l'EOKA qui avait été transféré à l'hôpital. L'évasion a réussi, bien que l'équipe ait subi des pertes.